# Argyripnus electronus
Argyripnus electronus là một loài cá vây tia thuộc chi Argyripnus có ở Đông Nam Thái Bình Dương.